# Юнацька збірна Американського Самоа з футболу (U-17)
Юнацька збірна Американського Самоа з футболу (U-17) — національна футбольна збірна Американського Самоа, що складається із гравців віком до 17 років. Керівництво командою здійснює Федерація футболу Американського Самоа.
Головним континентальним турніром для команди є Юнацький чемпіонат ОФК, який з 2018 року розігрується серед команд з віковим обмеженням до 16 років і успішний виступ на якому дозволяє отримати путівку на Чемпіонат світу (U-17). Також може брати участь у товариських і регіональних змаганнях.

## Виступи на міжнародних турнірах

### Чемпіонат світу (U-17)
| Статистика чемпіонатів світу (U-17) | Статистика чемпіонатів світу (U-17) | Статистика чемпіонатів світу (U-17) | Статистика чемпіонатів світу (U-17) | Статистика чемпіонатів світу (U-17) | Статистика чемпіонатів світу (U-17) | Статистика чемпіонатів світу (U-17) | Статистика чемпіонатів світу (U-17) | Статистика чемпіонатів світу (U-17) | Статистика чемпіонатів світу (U-17) |                    |
| Рік                                 | Раунд                               | І                                   | В                                   | Н                                   | П                                   | Г+                                  | Г-                                  | РГ                                  | Pts                                 |                    |
| ----------------------------------- | ----------------------------------- | ----------------------------------- | ----------------------------------- | ----------------------------------- | ----------------------------------- | ----------------------------------- | ----------------------------------- | ----------------------------------- | ----------------------------------- | ------------------ |
| 1999 до 2003                        | не кваліфікувалася                  | не кваліфікувалася                  | не кваліфікувалася                  | не кваліфікувалася                  | не кваліфікувалася                  | не кваліфікувалася                  | не кваліфікувалася                  | не кваліфікувалася                  | не кваліфікувалася                  | не кваліфікувалася |
| 2005                                | знялася                             | знялася                             | знялася                             | знялася                             | знялася                             | знялася                             | знялася                             | знялася                             | знялася                             | знялася            |
| 2007 до 2009                        | не брала участь                     | не брала участь                     | не брала участь                     | не брала участь                     | не брала участь                     | не брала участь                     | не брала участь                     | не брала участь                     | не брала участь                     | не брала участь    |
| 2011 до 2019                        | не кваліфікувалася                  | не кваліфікувалася                  | не кваліфікувалася                  | не кваліфікувалася                  | не кваліфікувалася                  | не кваліфікувалася                  | не кваліфікувалася                  | не кваліфікувалася                  | не кваліфікувалася                  | не кваліфікувалася |
| 2021                                | не визначено                        | не визначено                        | не визначено                        | не визначено                        | не визначено                        | не визначено                        | не визначено                        | не визначено                        | не визначено                        | не визначено       |
| Усього                              | -                                   | 0                                   | 0                                   | 0                                   | 0                                   | 0                                   | 0                                   | 0                                   | 0                                   |                    |

### Юнацький чемпіонат ОФК
| Юнацький чемпіонат ОФК | Юнацький чемпіонат ОФК | Юнацький чемпіонат ОФК | Юнацький чемпіонат ОФК | Юнацький чемпіонат ОФК | Юнацький чемпіонат ОФК | Юнацький чемпіонат ОФК | Юнацький чемпіонат ОФК | Юнацький чемпіонат ОФК | Юнацький чемпіонат ОФК |
| Рік                    | Раунд                  | І                      | В                      | Н                      | П                      | Г+                     | Г-                     | РГ                     | О                      |
| ---------------------- | ---------------------- | ---------------------- | ---------------------- | ---------------------- | ---------------------- | ---------------------- | ---------------------- | ---------------------- | ---------------------- |
| 1999                   | Груповий етап          | 5                      | 0                      | 1                      | 4                      | 3                      | 44                     | −41                    | 1                      |
| & 2001                 | Груповий етап          | 4                      | 0                      | 0                      | 4                      | 3                      | 53                     | −50                    | 0                      |
| & 2003                 | Груповий етап          | 4                      | 0                      | 1                      | 3                      | 1                      | 14                     | −13                    | 1                      |
| 2005                   | знялася                | -                      | -                      | -                      | -                      | -                      | -                      | -                      | -                      |
| 2007                   | не брала участь        | -                      | -                      | -                      | -                      | -                      | -                      | -                      | -                      |
| 2009                   | не брала участь        | -                      | -                      | -                      | -                      | -                      | -                      | -                      | -                      |
| 2011                   | Груповий етап          | 4                      | 0                      | 0                      | 4                      | 1                      | 22                     | −21                    | 0                      |
| & 2013                 | попередній раунд       | 3                      | 1                      | 1                      | 1                      | 7                      | 5                      | +2                     | 4                      |
| & 2015                 | Груповий етап          | 4                      | 0                      | 0                      | 4                      | 0                      | 39                     | −39                    | 0                      |
| & 2017                 | попередній раунд       | 3                      | 0                      | 0                      | 3                      | 1                      | 8                      | −7                     | 0                      |
| & 2018                 | попередній раунд       | 3                      | 1                      | 1                      | 1                      | 8                      | 13                     | -5                     | 4                      |
| Усього                 | Груповий етап          | 30                     | 2                      | 4                      | 24                     | 24                     | 198                    | -174                   | 10                     |